# Monumento Voortrekker
O Monumento Voortrekker está localizado ao sul de Pretória, na África do Sul. A enorme estrutura de granito está localizada no topo de uma colina, dentro de um parque, e foi erguida para comemorar os Voortrekkers que deixaram a Colônia do Cabo entre 1835 e 1854.
Em 8 de julho de 2011, o Monumento Voortrekker, projetado pelo arquiteto Gerard Moerdijk, foi declarado Patrimônio Nacional pela Agência de Recursos do Patrimônio da África do Sul.
A entrada principal do edifício leva ao "Hall of Heroes" em cúpula. Este espaço enorme, ladeado por quatro grandes janelas em arco feitas de vidro belga amarelo, contém o Friso Histórico de mármore, que é uma parte intrínseca do design do monumento. É o maior friso de mármore do mundo. O friso é composto por 27 painéis de baixo-relevo que descrevem a história da denominada "Grande Jornada", mas incorporando referências à vida cotidiana, métodos de trabalho e crenças religiosas dos Voortrekkers. O conjunto de painéis ilustra as principais cenas históricas, desde os primeiros voortrekkers de 1835, até a assinatura da Convenção do Rio Sand em 1852. No centro do piso do Salão dos Heróis, há uma grande abertura circular através da qual o Cenotáfio no Cenotaph Hall pode ser visto.
Nos anos seguintes à sua construção, o complexo do monumento foi ampliado várias vezes e agora inclui:
Um jardim indígena que circunda o monumento.
O Muro da Lembrança dedicado àqueles que perderam a vida enquanto serviam na Força de Defesa da África do Sul.
Fort Schanskop, um forte próximo construído em 1897 pelo governo da República da África do Sul após o ataque a Jameson e agora um museu.
O anfiteatro ao ar livre de Schanskop, com capacidade para 357 pessoas, foi inaugurado oficialmente em 30 de janeiro de 2001.
Um jardim da lembrança.
Uma reserva natural foi declarada em 3,41 km² em torno do monumento em 1992. Encontra-se na reserva zebras, blesbok, mountain reedbuck, springbok, gnus pretos e impala.
Muro de Recordação - que foi construído perto do Monumento em 2009, para comemorar os membros da Força de Defesa da África do Sul que morreram a serviço de seu país entre 1961 e 1994.
Centro de patrimônio africâner, construído para preservar o patrimônio da porção de língua africâner da população da África do Sul e sua contribuição para a história do país.
A ideia de construir um monumento em "honra a Deus" foi discutida pela primeira vez em 16 de dezembro de 1888, quando o Presidente Paul Kruger, da República da África do Sul, participou das celebrações do Dia da Aliança em Danskraal, em Natal. No entanto, o movimento para realmente construir esse monumento só começou em 1931, quando o Sentrale Volksmonumentekomitee (SVK) (Comitê Central de Monumentos Populares) foi formado para trazer essa ideia a bom termo.
A construção começou em 13 de julho de 1937 com uma cerimônia de giro realizada pelo presidente da SVK, advogado Ernest George Jansen, sobre o que mais tarde ficou conhecido como Monument Hill. Em 16 de dezembro de 1938, a pedra fundamental foi lançada por três descendentes de alguns dos líderes Voortrekker: Sra. J.C. Muller (neta de Andries Pretorius), Sra. K.F. Ackerman (bisneta de Hendrik Potgieter) e Sra. J.C. Preller (bisneta de Piet Retief).
O Monumento foi inaugurado em 16 de dezembro de 1949 pelo então primeiro ministro D. F. Malan. O custo total de construção do Monumento foi de cerca de £ 360.000, a maioria dos quais foi contribuída pelo governo sul-africano. O contrato de construção sendo adjudicado à Raubex, após sua incorporação.
Um grande anfiteatro, com capacidade para aproximadamente 20.000 pessoas, foi erguido a nordeste do monumento em 1949.
O monumento também é bastante polêmico, pois apresenta a visão do homem branco colonizador sobre a suposta violência dos povos zulus nativos, que tiveram seus territórios invadidos e ocupados por colononizadores europeus. Assim, muitos sul-africanos não concordam com essa versão histórica e se negam a visitar o espaço.
- Este artigo foi inicialmente traduzido, total ou parcialmente, do artigo da Wikipédia em inglês cujo título é «Voortrekker Monument».